# 民間信仰
民间宗教，又称民间信仰、民俗宗教（英語：folklore religion）或普化宗教（英語：diffused religion），其中部分被古代中国官方歸類為淫祀，一般是指民间社会中植根于传统信俗并延续至今的有关神明、鬼魂、祖先、聖賢及天地自然、社會器物的信仰和崇拜。
大多數信奉民間宗教的信徒都自認為他們正在實踐正統宗教信仰（如佛教、道教）。例如娱乐杂志在介绍某某明星的宗教信仰一栏时，常常填写佛教却从不填写民间信仰。
与「有组织宗教」相比，
- “有组织宗教”有明确的創立者、教义、理论、神職人員乃至学校、宗教组织
- 民間信仰既沒有經典（如《圣经》、《可兰经》或佛经），也沒有組織或系統化的教派，因此，民间宗教也可被认为是不在祭司或神学家指导下由平民进行的宗教活动。

## 世界各國的民間信仰
民间信仰这个词也用来指民间活动与主要宗教的结合，因此例如基督宗教国家的民间活动叫做民间基督宗教（Folk Christianity）。
拥有最多追随者的民间宗教是中国民间信仰，但是即便擁有那麼多的信仰人口，中国民间信仰卻仍然無法像印度教那樣，發展成統一而獨立的宗教，而是儒教、道教、佛教、薩滿巫術的混合體。

### 中国民间信仰
中国民间信仰是源自中国历史，混合儒教、道教、佛教、薩滿巫術，以自然崇拜、图腾崇拜、祖先崇拜以及其他地方神灵崇拜为核心，缺乏统一信仰体系和宗教经典，具有地域性、分散性、自发性、民间性的非制度化的自然宗教及其相关信仰习俗。
中华人民共和国成立后在中國大陸推行無神論。中国政府视民间信仰视为封建迷信加以打压，1979年中国实行改革开放后，逐渐放宽民间信仰的限制，到1990年代，对民间信仰的限制几乎不存在，然而，对正统的宗教，政府仍然有顾忌，对正统的宗教加以监视、规管和限制。
中国的民间信仰的特点是功利性非常强，只求世俗功利之事，没兴趣了解宗教教义。比如孟子在《孟子．盡心下》直言：「犧牲既成，粢盛既絜，祭祀以時，然而旱乾水溢，則變置社稷。」意即如果平时祭祀得宜，而天下依然不能太平，那就把神換了；这是深厚的現实主义觀點，如果神不能帮人实現願望那就不用拜。其他如「人定勝天」等俗語也反映了中國人的这一特質，多少受儒家鬼神觀之影響。
老百姓很少對超脫或者來世有所渴望，求神拜佛求的一般是：考試、求職、升官、財運、姻缘、人緣、身体健康、出入平安等等世俗、功利的事。中国民间信仰信奉者通常会自認为佛教徒或道教徒；但他们一般分不清佛教和道教，常混淆在一起，对佛教或道教的基本教义甚至哪些屬於佛教的或道教的也不知情。在民間信仰中，也常泛稱非佛教的神明為菩薩，例如玄天菩薩、玄壇菩薩、天后菩薩或者以燒酒與牲禮祭拜清水祖師、普庵祖師等佛教高僧。
民間宗教擁有不能以邏輯解釋的迷信成份，崇拜对象纷繁复杂，没有教义对信徒的行为作出规范，如香港黑社会成员供奉关羽，香港警署警员同样供奉关羽，赌徒则求赌博赢钱、横财就手。组织形式无序鬆散，崇拜目的功利性强，萬物有靈皆可信仰，更也有稱為江相派的老千利用人們的迷信心理，以欺騙手段開壇作法騙取金錢，有時甚至會被指摘為精神控制的邪教。
一些民间信仰者认为烧的香越大、越粗，烧香越多，越会得到神灵的庇佑，形成了中国烧高香之风。一些人在葬礼后把死者生前用过物品，例如皮制品，衣服等烧给死者这些行为不符合佛教教义，而且还污染环境，损害健康。佛教一向反对浪费，佛教不主張以物品殉葬，佛教主張人死之後，不可用貴重的棺木、不可穿高價的衣服、不可動用過多的人力與物力；把好好的東西埋了燒了，不是一個正信佛教徒的作為。解决办法就是把死者生前用过的物品放进环保回收箱，让环保机构进行环保处理。

### 臺灣民間信仰
台灣民間信仰主要偏重於神明崇拜活動上，有著各種崇拜儀式與巫術文化，累積著不少民間宗教文化的遺產，也有不少來自於其他的文化活動增添其信仰的光彩，比如由小說與戲曲的傳播加強了其神話傳說的魅力，擴大了神明崇拜的信仰力量，臺灣神明的來源頗爲複雜，夾雜進來的人文意識也相當多樣，可以說是在漫長歷史發展的過程中由多種文化因素雜融而成的複合體。

## 世俗的目标
民间宗教的许多元素来自万物有灵论（animism）或拜物主义（fetishism），了解了它的世俗目标以及仪式的本质，就可知这是不可避免的。
民间宗教往往與風俗習慣、日常生活密切融和在一起，满足了人们在困难时期对于外界保证的需要。它的许多仪式，包括信仰、迷信及世代相传的文化，旨在达到世俗的目标，像疗治或避噩运，也用于占卜（divination），其活动与魔法之间的界限通常很模糊。
一些民间信仰被有些人认为是一門学科、玄學或方術。

### 玄學的内容
- 算命
- 面相
- 掌相
- 風水
- 問米
- 道術
- 術數
- 星座
- 占卜、占卦

### 方術的内容
- 作法
- 祈福
- 超渡
- 種金
- 種福
- 種壽
- 喃嘸
- 附身
- 乩童
- 氣功
- 禁忌

## 相關条目
- 道教
- 祭祀
- 廟會
- 搶孤
- 酬神戲
- 破地獄
- 祖先崇拜
- 義民信仰
- 孤魂信仰
- 萬善同歸
- 姑娘廟
- 中元節與盂蘭盆節
- 風獅爺
- 公廨 (原住民族)
- 淫祀

## 外部連結
- 民間信仰 （页面存档备份，存于） （《中華百科全書》）
- Traditions Magazine （页面存档备份，存于）
- 初二十六拜土地公[永久]